# Zaischnopsis cooki
Zaischnopsis cooki is een vliesvleugelig insect uit de familie Eupelmidae. De wetenschappelijke naam is voor het eerst geldig gepubliceerd in 1919 door Girault.